# La guerre est déclarée
Pour plus de détails, voir Fiche technique et Distribution.
La guerre est déclarée est un film français réalisé par Valérie Donzelli, sorti en 2011.
Il s'agit de son deuxième long métrage après La Reine des pommes. Racontant la bataille d'un couple de jeunes parents pour sauver leur petit garçon d'une tumeur rare au cerveau, il a surtout la particularité d'être écrit, réalisé et interprété par ces mêmes parents qui ont vécu ladite histoire.

## Synopsis
Dès le premier regard, Juliette attire Roméo dans ses bras. Le coup de foudre est réciproque, l'amour ainsi partagé donne vite naissance à leur enfant, Adam. Mais alors qu'il va sur ses deux ans, le bébé inquiète ses parents, car il ne marche pas encore et vomit parfois de manière violente et subite. Après constat des symptômes et de plus amples examens, une tumeur est diagnostiquée. Juliette et Roméo mènent alors un long combat de front contre le cancer qui menace la survie de leur fils.

## Fiche technique
Sauf indication contraire, les informations mentionnées dans cette section peuvent être confirmées par la base de données cinématographiques IMDb,  présente dans la section « Liens externes ».
- Titre : La guerre est déclarée
- Réalisation : Valérie Donzelli
- Scénario : Valérie Donzelli et Jérémie Elkaïm
- Photographie : Sébastien Buchmann
- Supervision musicale : Pascal Mayer
- Son : André Rigaut
- Montage : Pauline Gaillard
- Décors : Gaëlle Usandivaras
- Costumes : Elisabeth Méhu
- Casting : Karen Hottois
- Conseiller artistique : Jérémie Elkaïm
- Production : Édouard Weil
- Sociétés de production : Rectangle Productions, Cofinova 7
- Sociétés de distribution : Wild Bunch ( France)
- Durée : 100 min
- Pays :  France
- Dates de sortie :
  - 12 mai 2011 (ouverture de la semaine internationale de la critique du festival de Cannes 2011)
  - 31 août 2011 en salles.

## Distribution
- Valérie Donzelli : Juliette
- Jérémie Elkaïm : Roméo
- César Desseix : Adam à 18 mois
- Gabriel Elkaïm : Adam à 8 ans
- Brigitte Sy : Claudia, la mère de Roméo
- Elina Löwensohn : Alex, la compagne de Claudia
- Michèle Moretti : Geneviève, la mère de Juliette
- Philippe Laudenbach : Philippe, le père de Juliette
- Bastien Bouillon : Nikos, ami de Roméo
- Béatrice de Staël : docteur Prat, la pédiatre d'Adam
- Anne Le Ny : docteur Fitoussi à l'hôpital de la Timone à Marseille
- Frédéric Pierrot : professeur Sainte-Rose à l'hôpital Necker
- Élisabeth Dion : docteur Kalifa à l'institut Gustave-Roussy
- Anne Berest : Sophie, interne de l'hôpital Necker
- Alain Kruger : docteur Harry, anesthésiste de l'hôpital Necker
- Riad Sattouf : un cuisinier
- Jennifer Decker : une fille à la soirée
- Adrien Antoine : le guitariste interprétant Je ne peux plus dire je t'aime
- Laure Marsac : l'auxiliaire de puériculture
- Emmanuel Salinger : le radiologue
- Nozha Khouadra : l'interne à l'hôpital Necker
- Blanche Gardin : l'hôtesse d'accueil à l'hôpital Necker
- Katia Lewkowicz : Jeanne

## Production

### Tournage
Comme Rubber (2010) de Quentin Dupieux, le film a été tourné avec un appareil photo Canon EOS 5D Mark II.
La réalisatrice précise : « Les seuls plans tournés en 35 mm, ce sont les plans de fin, car ils sont au ralenti, et je voulais de beaux ralentis, ce qui est plus difficile à faire avec l'appareil photo. »
Paris, Marseille hôpital de la Timone. La scène de fin a été tournée sur la plage de Saint-Aubin-sur-Mer dans le Calvados, devant l'hôtel restaurant « Le Clos Normand ».

## Bande originale
- Frustration : Blind
- Georges Delerue : indicatif de Radioscopie
- Jean-Sébastien Bach : Menuet de la 2e suite en si mineur, BWV1067
- Vivaldi : Cessate, omai cessate
- Jacqueline Taïeb : La Fac de lettres
- Ton grain de beauté, chanson écrite par Benjamin Biolay et interprétée par Valérie Donzelli et Jérémie Elkaïm
- Yuksek : Break Ya
- Vivaldi : Les Quatre Saisons
- Luiz Bonfá : Manhã de Carnaval de la bande originale d'Orfeu Negro (version orchestrale)
- Ennio Morricone : thème de la Drôle d'affaire (La cosa buffa) d'Aldo Lado (1973)
- Les 5 Gentlemen : Si tu reviens chez moi
- Jacques Higelin : Je ne peux plus dire je t'aime, interprétée par Alice Gastaut et Adrien Antoine
- Jacques Offenbach : La Vie parisienne
- Sébastien Tellier : Une vie de papa
- Laurie Anderson : O Superman
- Peter von Poehl : The Bell Tolls Five
- Jacno : Rectangle
- L'Internationale

## Accueil

### Accueil critique
Sur l'agrégateur américain Rotten Tomatoes, le film récolte 86 % d'opinions favorables pour 42 critiques. Sur Metacritic, il obtient une note moyenne de 73⁄100 pour 21 critiques.
En France, le film est globalement très apprécié par la presse. Le site Allociné propose une note moyenne de 4,4⁄5 à partir de l'interprétation de critiques provenant de 25 titres de presse.

«  La guerre est déclarée est un grand film d'amour et un grand film sur l'amour. Il emporte tout sur son passage parce que son sujet (la maladie) n'est précisément pas son problème, seulement la pierre de touche des sentiments. »

— Cahiers du cinéma, par Jean-Philippe Tessé.

«  C'est une longue épreuve que traversent les protagonistes, transformée aujourd'hui en geste créatif, catharsis pour eux, exorcisme pour le spectateur. Le cinéma américain a ses superhéros, aux multiples pouvoirs. Le cinéma français a, de temps à autre, ses héros du quotidien. Ils élèvent modestement l'humanité, à défaut de la sauver. On a tout à fait le droit de les admirer. »

— Télérama, par Aurélien Ferenczi.
Ont noté aussi par  : 20 Minutes, Critikat.com, Elle, Le Monde, Le Parisien, Le Point, Les Inrockuptibles, Libération, Metro, Ouest-France, Studio Ciné Live, Télé 7 Jours et TéléCinéObs.

«  On retiendra avant tout la justesse des situations vécues et l'absence de voyeurisme. En revanche, l'interprétation parfois approximative dessert le propos. »

— Cinemateaser, par Franz Miceli.

«  On ne peut pas dire que le film, tel qu'il se vend, aide beaucoup à dissiper le soupçon qu'un tel sujet s'avance avec la puissance de feu d'une arme de persuasion massive. Et donc, quoi qu'on en dise, sous la forme d'un déplaisant chantage qui condamne, dans un méli-mélo de cinéma et de presse people, à replier l'audace des cinéastes sur le courage des parents. »

— Chronic'art, par Jérôme Momcilovic.

### Box-office
La guerre est déclarée a réalisé un bon démarrage en salles, avec 209 728 entrées et une cinquième place au box-office français en première semaine. Le film a franchi le cap du demi-million d'entrées dès la troisième semaine.
- France : 837 880 entrées[6] (au 24 janvier 2012).

## Distinctions

### Récompenses
- Festival du film de Cabourg 2011 : grand prix (sélection officielle)
- Festival international du film de Gijón 2011 : (sélection officielle)
  - Grand prix Asturias du meilleur film
  - Meilleur acteur pour Jérémie Elkaïm
  - Meilleure actrice pour Valérie Donzelli
- Étoiles d'or du cinéma français 2012 : Meilleur scénario pour Valérie Donzelli et Jérémie Elkaïm
- Festival international du film de Hong Kong 2012 : prix SIGNIS - mention spéciale (sélection officielle)
- Festival international du film de Palm Springs 2012 : Directors to Watch
- Festival Paris Cinéma 2012 :
  - Prix du jury
  - Prix du public
  - Prix des blogueurs

### Nominations
- César du cinéma 2012 :
  - Meilleur film
  - Meilleur réalisateur pour Valérie Donzelli
  - Meilleure actrice pour Valérie Donzelli
  - Meilleur scénario original pour Valérie Donzelli et Jérémie Elkaïm
  - Meilleur montage pour Pauline Gaillard
  - Meilleur son pour André Rigaut, Sébastien Savine et Laurent Gabiot
- Prix Lumières 2012 : meilleure actrice pour Valérie Donzelli
- Globes de Cristal 2012 :
  - Meilleur film
  - Meilleure actrice pour Valérie Donzelli
- Festival du film de Sundance 2012 : sélection « Spotlight »